# Церковь Всех Святых (Тихвин)
Церковь Всех Святых (полковая) — не действующий православный храм в городе Тихвине Ленинградской области, построенный в XVIII веке. Располагается на берегу реки Тихвинки, современный адрес — улица Римского-Корсакова, 13. Объект культурного наследия России регионального значения.

## История

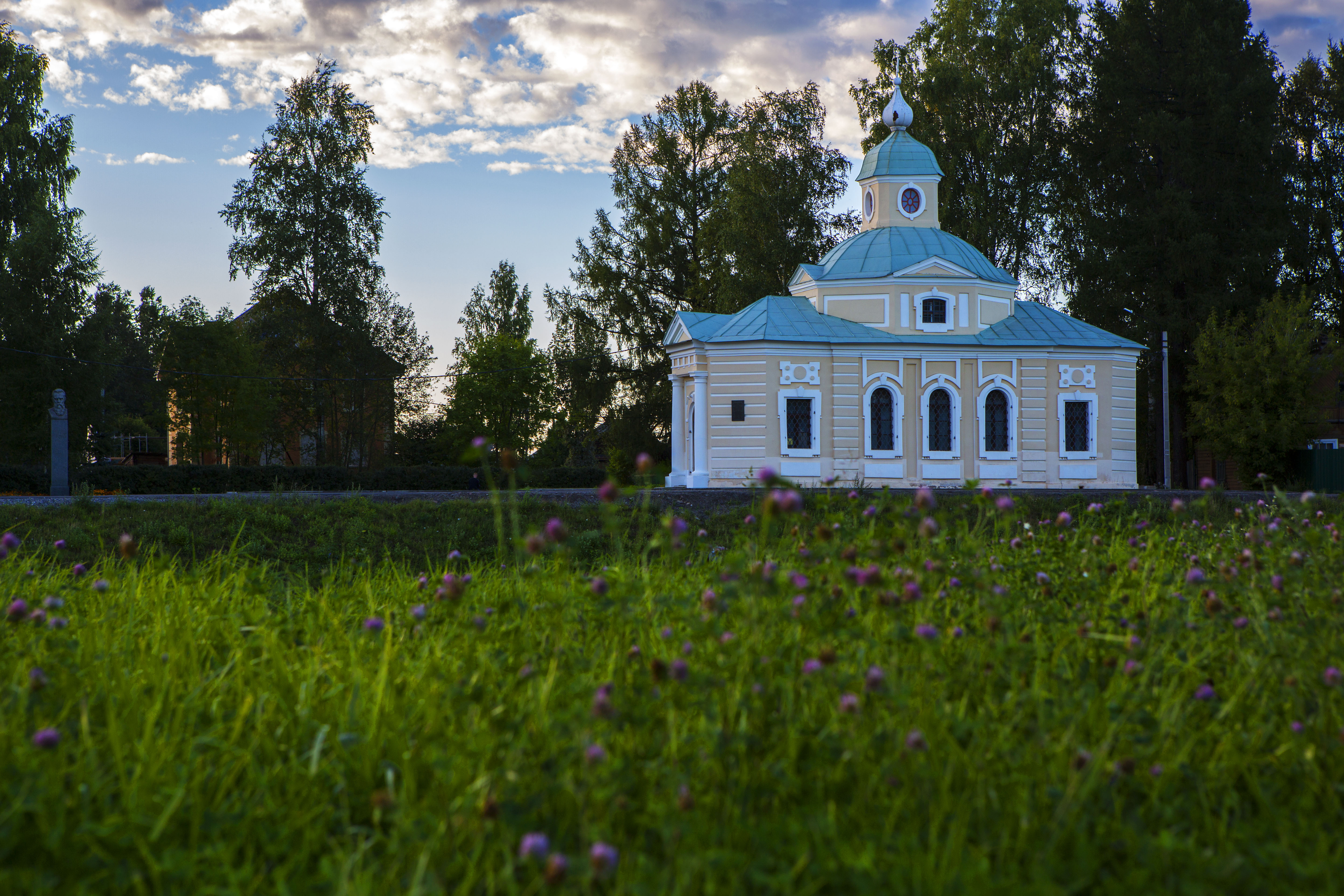
Вид с противоположного берега реки

Согласно легенде, церковь была построена на том месте, где 26 июня 1383 года произошло первое явление Тихвинской иконы Божией Матери. На следующий день икона явилась уже на противоположном, левом берегу Тихвинки, где вскоре была поставлена деревянная церковь Успения Пресвятой Богородицы, а впоследствии был основан Тихвинский Успенский монастырь. Место первого явления иконы вначале было отмечено деревянным поклонным крестом, а затем часовней, последняя из которых в 1729 году была снесена весенним паводком в реку. После этого вместо часовни была выстроена деревянная церковь, просуществовавшая до 1771 года. В это время над планом переустройства Тихвина, деревянная застройка которого была практически полностью уничтожена в пожаре 1770 года, работал тверской архитектор В. С. Поливанов, который предположительно стал и автором новой каменной Всехсвятской церкви. На генеральном плане Тихвина 1773 года уже существовало изображение церкви и ограды вокруг неё; также в архивах Тихвинского монастыря сохранились сведения о «покрытии» построенной церкви и её освящении в 1775 году.
Согласно некоторым источникам, вновь построенная церковь изначально предназначалась для нужд военных, квартировавших в Тихвине — сперва для драгунского, а затем для гусарского полка, в связи с чем обычно именуется полковой.
В 1886 году церковь ремонтировалась и переделывалась: был сделан новый престол, уложен деревянный пол и устроены отдушины в стенах.
Закрыта 16 июня 1939 года.
В 1980-х годах в церкви начались реставрационные работы по проекту архитектора-реставратора И. П. Любаровой. В 1987 году здание было передано мемориальному дому-музею Н. А. Римского-Корсакова под концертно-выставочный зал. Одновременно был благоустроен сквер у памятника Римскому-Корсакову, находящийся между церковью и зданием музея. С 2015 года в церкви периодически проходят службы.

## Описание

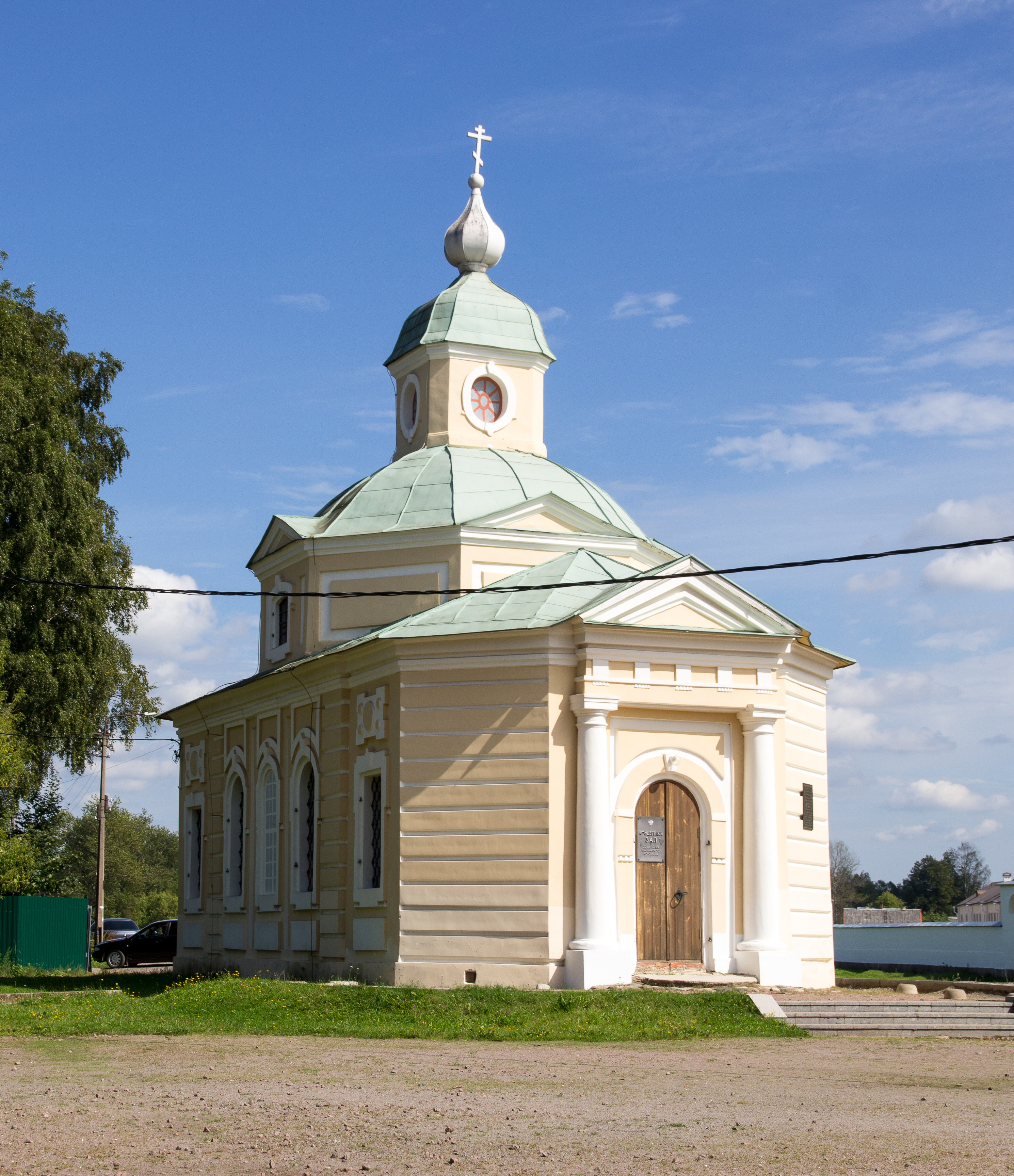
Общий вид

Полковая церковь Всех Святых построена в стиле, переходном от барокко к раннему классицизму. В плане здание представляет собой вытянутый с запада на восток восьмерик, увенчанный восьмериковым фонариком с главкой. Вход обрамлён двухколонным портиком. Во внешнем облике церкви прослеживаются черты гражданской архитектуры, которые выражаются как в необычности плана, так и в больших оконных проёмах, пропускающих в интерьер много света. Фасады церкви выкрашены охрой, декоративные детали выделены белой краской.